# John Deere Serie 6M
Die John Deere Serie 6M ist eine Baureihe allradgetriebener Traktoren von John Deere. Erstmals vorgestellt wurde die Baureihe 2012, sie ersetzte zusammen mit der Baureihe 6R die Baureihe 6030. Die kleineren Modelle der dritten Generation ersetzten zudem die John Deere Serie 6MC/6RC. Die Serie 6M ist unterhalb der Serie 6R angesiedelt.

## Erste Generation (2012–2016)

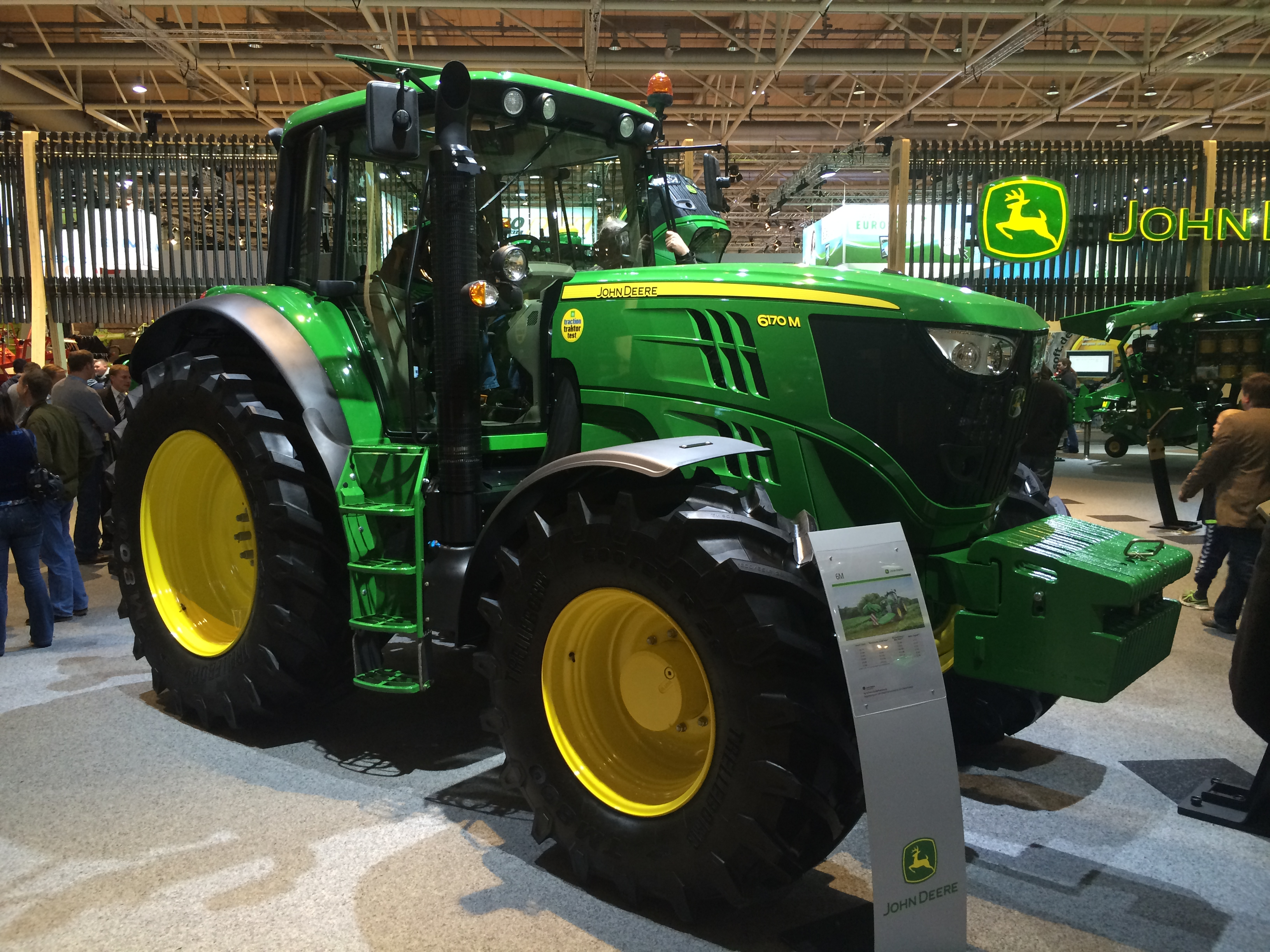
John Deere 6170M auf der Agritechnica 2013

Die erste Generation der John Deere Serie 6M wurde 2012 vorgestellt und bis 2016 hergestellt. Es wurden Motoren der Abgasstufe 3b (Tier 4 interim) verbaut. Zur Einhaltung der Abgasnorm setzte John Deere auf das eigene NUR-Diesel-Konzept. Dieses beinhaltete eine gekühlte Abgasrückführung, eine variable Turboladergeometrie sowie einen Abgasfilter mit Dieseloxidationskatalysator und Dieselpartikelfilter.

### Modelle
| Modell | Motor                                  | Zylinder | Hubraum (Liter) | Nennleistung in kW (PS) | Nennleistung in kW (PS) | Maximalleistung in kW (PS) | Maximalleistung in kW (PS) | max. Drehmoment in Nm |
| Modell | Motor                                  | Zylinder | Hubraum (Liter) | 97/68 EC                | ECE-R24                 | 97/68 EC                   | ECE-R24                    | max. Drehmoment in Nm |
| ------ | -------------------------------------- | -------- | --------------- | ----------------------- | ----------------------- | -------------------------- | -------------------------- | --------------------- |
| 6115M  | John Deere Power Systems PowerTech PVX | 4        | 4,5             | 85 (115)                | 81 (110)                | 89 (121)                   | 86 (117)                   | 519                   |
| 6125M  | John Deere Power Systems PowerTech PVX | 4        | 4,5             | 92 (125)                | 87 (118)                | 97 (132)                   | 93 (126)                   | 564                   |
| 6130M  | John Deere Power Systems PowerTech PVX | 4        | 4,5             | 96 (130)                | 93 (126)                | 100 (136)                  | 98 (133)                   | 587                   |
| 6140M  | John Deere Power Systems PowerTech PVX | 4        | 4,5             | 103 (140)               | 99 (135)                | 108 (147)                  | 105 (143)                  | 640                   |
| 6150M  | John Deere Power Systems PowerTech PVX | 6        | 6,8             | 110 (150)               | 106 (144)               | 116 (158)                  | 112 (152)                  | 677                   |
| 6170M  | John Deere Power Systems PowerTech PVX | 6        | 6,8             | 125 (170)               | 121 (165)               | 129 (175)                  | 125 (170)                  | 768                   |

| Modell | Länge (mm) | Breite (mm) | Höhe (mm) | Radstand (mm) | Durchschnittliches Versandgewicht (kg) | Zulässiges Gesamtgewicht (kg) |
| ------ | ---------- | ----------- | --------- | ------------- | -------------------------------------- | ----------------------------- |
| 6115M  | 4.490      | 2.490       | 2.820     | 2.580         | 5.210                                  | 8.700                         |
| 6125M  | 4.490      | 2.490       | 2.820     | 2.580         | 5.225                                  | 8.700                         |
| 6130M  | 4.630      | 2.490       | 2.960     | 2.765         | 5.514                                  | 9.500                         |
| 6140M  | 4.630      | 2.490       | 2.960     | 2.765         | 5.534                                  | 9.800                         |
| 6150M  | 4.870      | 2.490       | 2.980     | 2.765         | 5.930                                  | 10.800                        |
| 6170M  | 4.990      | 2.550       | 3.100     | 2.800         | 7.105                                  | 11.300                        |

## Zweite Generation (2015–2020)

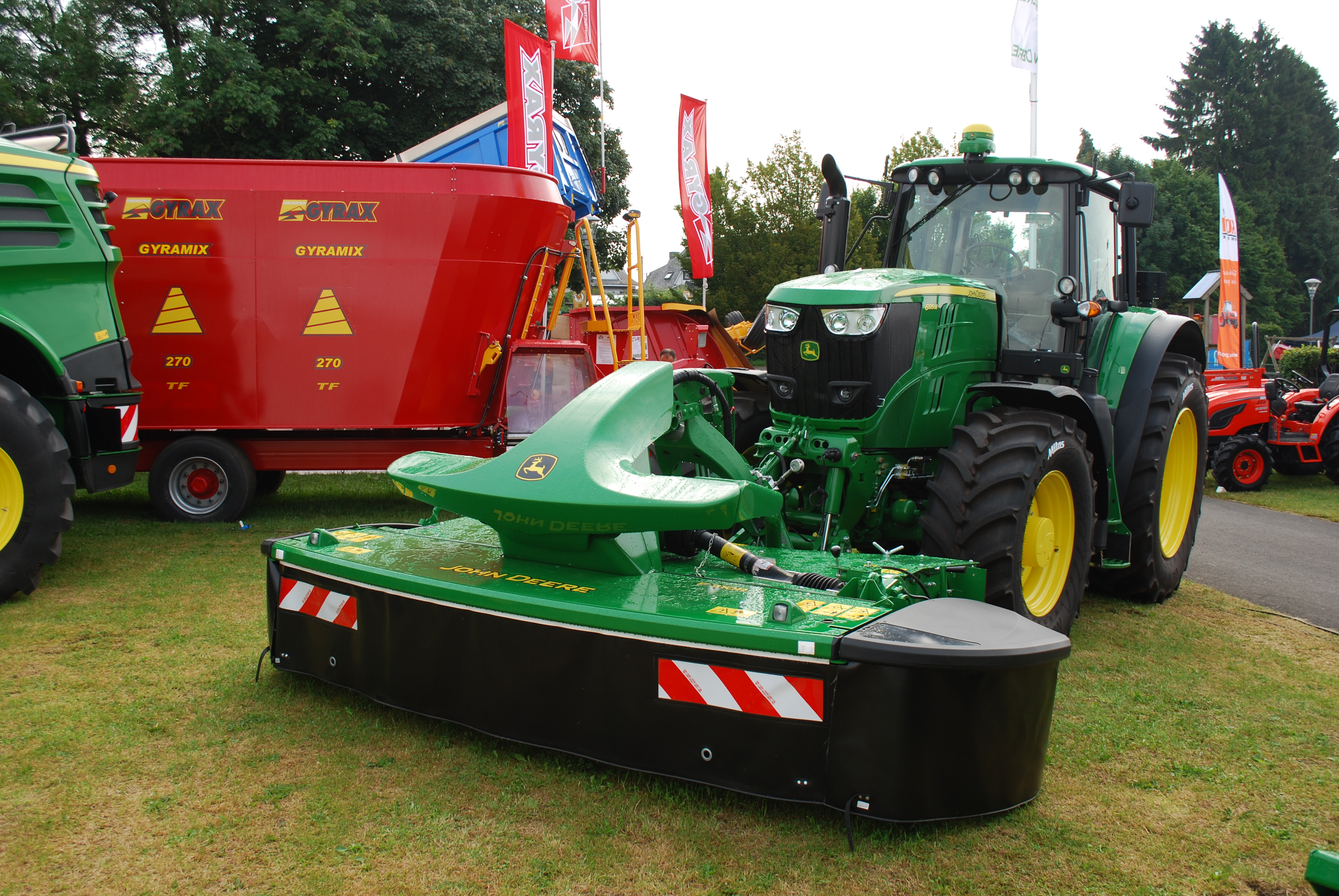
John Deere 6195M, Topmodell der zweiten Generation

Die zweite Generation wurde 2015 eingeführt. Es werden Motoren der Abgasstufe 4 (Tier 4 final) verbaut. Zur Einhaltung der Abgasnorm werden eine externe Abgasrückführung, ein Abgasfilter mit Dieseloxidationskatalysator und Dieselpartikelfilter sowie erstmals auch ein SCR-System eingesetzt. Es wurden Traktoren mit drei verschiedenen Rahmengrößen angeboten.

### Modelle
| Modell | Motor                                  | Zylinder | Hubraum (Liter) | Nennleistung in kW (PS) | Nennleistung in kW (PS) | Maximalleistung in kW (PS) | Maximalleistung in kW (PS) | max. Drehmoment in Nm |
| Modell | Motor                                  | Zylinder | Hubraum (Liter) | 97/68 EC                | ECE-R24                 | 97/68 EC                   | ECE-R24                    | max. Drehmoment in Nm |
| ------ | -------------------------------------- | -------- | --------------- | ----------------------- | ----------------------- | -------------------------- | -------------------------- | --------------------- |
| 6110M  | John Deere Power Systems PowerTech PSS | 4        | 4,5             | 81 (110)                | 77 (105)                | 85 (116)                   | 82 (111)                   | 497                   |
| 6120M  | John Deere Power Systems PowerTech PSS | 4        | 4,5             | 88 (120)                | 84 (114)                | 93 (126)                   | 90 (122)                   | 542                   |
| 6130M  | John Deere Power Systems PowerTech PSS | 4        | 4,5             | 96 (130)                | 90 (120)                | 101 (137)                  | 96 (131)                   | 587                   |
| 6135M  | John Deere Power Systems PowerTech PSS | 4        | 4,5             | 99 (135)                | 95 (129)                | 105 (142)                  | 101 (137)                  | 610                   |
| 6145M  | John Deere Power Systems PowerTech PSS | 4        | 4,5             | 107 (145)               | 102 (139)               | 113 (153)                  | 109 (148)                  | 655                   |
| 6155M  | John Deere Power Systems PowerTech PVS | 6        | 6,8             | 114 (155)               | 110 (150)               | 120 (164)                  | 117 (159)                  | 700                   |
| 6175M  | John Deere Power Systems PowerTech PVS | 6        | 6,8             | 129 (175)               | 123 (167)               | 136 (185)                  | 131 (178)                  | 790                   |
| 6195M  | John Deere Power Systems PowerTech PSS | 6        | 6,8             | 143 (195)               | 138 (188)               | 151 (206)                  | 147 (200)                  | 880                   |

| Modell | Länge (mm) | Breite (mm) | Höhe (mm) | Radstand (mm) | Leergewicht (kg) | Zulässiges Gesamtgewicht (kg) |
| ------ | ---------- | ----------- | --------- | ------------- | ---------------- | ----------------------------- |
| 6110M  | 4.485      | 2.490       | 2.880     | 2.580         | 5.800            | 8.650                         |
| 6120M  | 4.485      | 2.490       | 2.880     | 2.580         | 5.800            | 9.150                         |
| 6130M  | 4.485      | 2.490       | 2.880     | 2.580         | 5.800            | 9.150                         |
| 6135M  | 4.690      | 2.490       | 2.930     | 2.765         | 6.200            | 9.950                         |
| 6145M  | 4.730      | 2.490       | 2.930     | 2.765         | 6.200            | 10.000                        |
| 6155M  | 4.730      | 2.490       | 2.970     | 2.765         | 6.700            | 11.000                        |
| 6175M  | 4.990      | 2.550       | 3.100     | 2.800         | 7.500            | 12.300                        |
| 6195M  | 4.990      | 2.550       | 3.100     | 2.800         | 7.500            | 12.300                        |

## Dritte Generation (2019–2025)

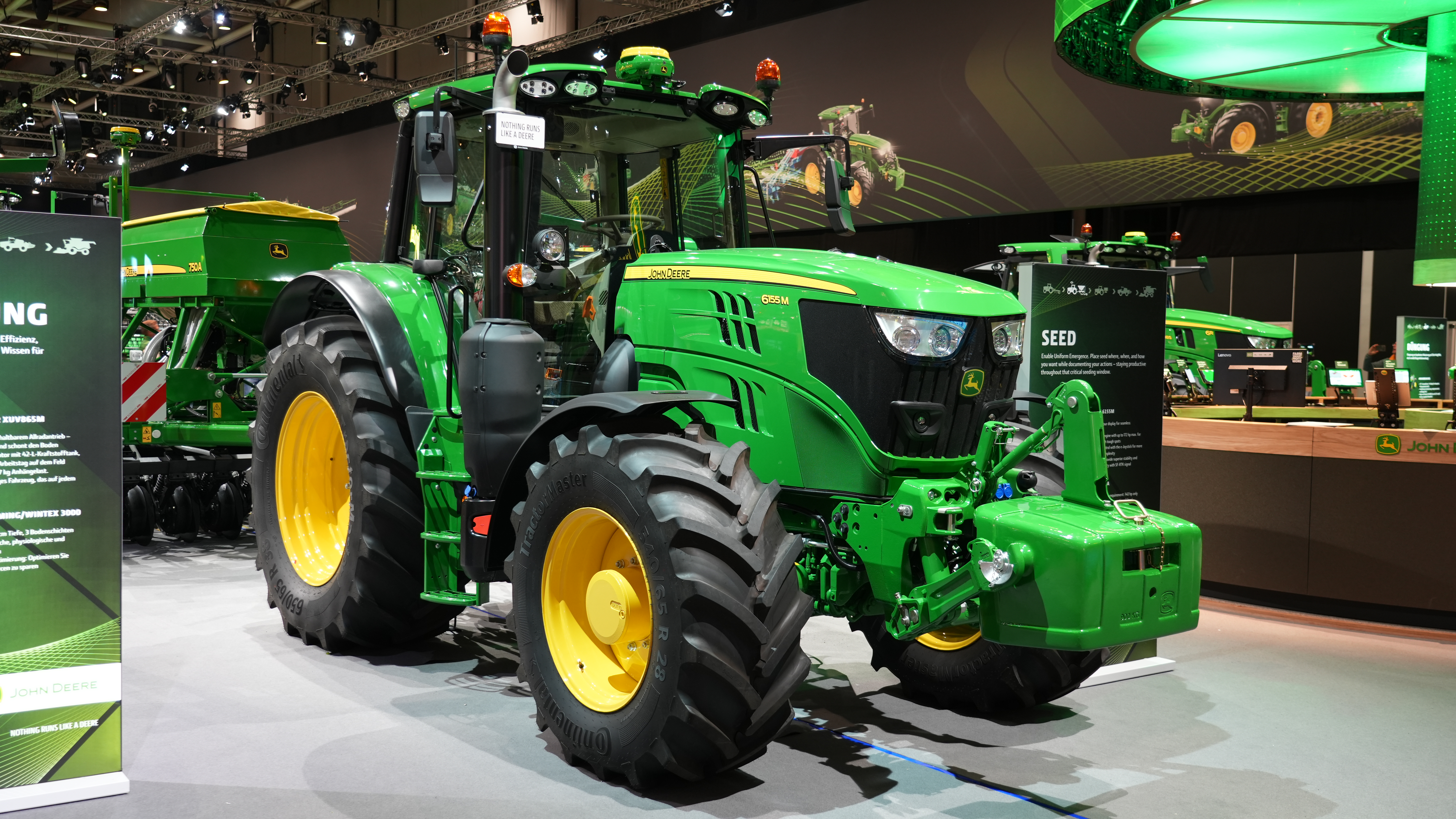
John Deere 6155M der dritten Generation

Die dritte Generation wurde 2019 eingeführt. Alle Modelle ab dem John Deere 6130M verfügen über Motoren, welche die Abgasstufe V erfüllen. Zudem wurden vier verschiedene Rahmengrößen angeboten.

### Modelle
| Modell | Motor                                  | Zylinder | Hubraum (Liter) | Nennleistung in kW (PS) | Nennleistung in kW (PS) | Maximalleistung in kW (PS) | Maximalleistung in kW (PS) | max. Drehmoment in Nm |
| Modell | Motor                                  | Zylinder | Hubraum (Liter) | ECE-R120                | ECE-R120 mit IPM        | ECE-R120                   | ECE-R120 mit IPM           | max. Drehmoment in Nm |
| ------ | -------------------------------------- | -------- | --------------- | ----------------------- | ----------------------- | -------------------------- | -------------------------- | --------------------- |
| 6090M  | John Deere Power Systems PowerTech EWL | 4        | 4,5             | 66 (90)                 | 81 (110)                | 73 (100)                   | 84 (114)                   | 421                   |
| 6100M  | John Deere Power Systems PowerTech EWL | 4        | 4,5             | 74 (100)                | 88 (120)                | 81 (111)                   | 92 (125)                   | 468                   |
| 6110M  | John Deere Power Systems PowerTech EWL | 4        | 4,5             | 81 (110)                | 96 (130)                | 90 (122)                   | 99 (135)                   | 515                   |
| 6120M  | John Deere Power Systems PowerTech EWL | 4        | 4,5             | 88 (120)                | 103 (140)               | 98 (133)                   | 107 (145)                  | 562                   |
| 6130M  | John Deere Power Systems PowerTech PSS | 4        | 4,5             | 96 (130)                | 110 (150)               | 106 (144)                  | 115 (156)                  | 609                   |
| 6140M  | John Deere Power Systems PowerTech PSS | 4        | 4,5             | 103 (140)               | 118 (160)               | 114 (155)                  | 122 (166)                  | 656                   |
| 6145M  | John Deere Power Systems PowerTech PSS | 4        | 4,5             | 107 (145)               | -                       | 118 (161)                  | -                          | 680                   |
| 6155M  | John Deere Power Systems PowerTech PVS | 6        | 6,8             | 114 (155)               | -                       | 126 (172)                  | -                          | 726                   |
| 6175M  | John Deere Power Systems PowerTech PVS | 6        | 6,8             | 129 (175)               | -                       | 143 (194)                  | -                          | 820                   |
| 6195M  | John Deere Power Systems PowerTech PVS | 6        | 6,8             | 143 (195)               | -                       | 159 (216)                  | -                          | 914                   |

| Modell | Länge (mm) | Breite (mm) | Höhe (mm)               | Radstand (mm) | Leergewicht (kg) | Zulässiges Bruttogewicht (kg) |
| ------ | ---------- | ----------- | ----------------------- | ------------- | ---------------- | ----------------------------- |
| 6090M  | 4.327      | 2.000–2.550 | 2.715/2.763–2.850/2.900 | 2.400         | 5.750            | 10.450                        |
| 6100M  | 4.327      | 2.000–2.550 | 2.715/2.763–2.850/2.900 | 2.400         | 5.750            | 10.450                        |
| 6110M  | 4.327      | 2.000–2.550 | 2.715/2.763–2.850/2.900 | 2.400         | 5.750            | 10.450                        |
| 6120M  | 4.327      | 2.000–2.550 | 2.715/2.763–2.850/2.900 | 2.400         | 5.750            | 10.450                        |
| 6130M  | 4.580      | 2.490       | 2.940                   | 2.580         | 5.800            | 10.450                        |
| 6140M  | 4.580      | 2.490       | 2.940                   | 2.580         | 5.800            | 10.450                        |
| 6145M  | 4.730      | 2.490       | 2.990                   | 2.765         | 6.200            | 10.450                        |
| 6155M  | 4.730      | 2.490       | 3.030                   | 2.765         | 6.700            | 11.000                        |
| 6175M  | 4.990      | 2.550       | 3.185                   | 2.800         | 7.500            | 12.300                        |
| 6195M  | 4.990      | 2.550       | 3.185                   | 2.800         | 7.500            | 12.300                        |

## Vierte Generation (seit 2024)
Die vierte Generation wurde 2024 vorgestellt. Die Baureihe wurde nun deutlich nach oben erweitert und mit fünf verschiedenen Rahmengrößen angeboten.

### Modelle
| Modell  | Motor                                  | Zylinder | Hubraum (Liter) | Nennleistung in kW (PS) | Nennleistung in kW (PS) | Maximalleistung in kW (PS) | Maximalleistung in kW (PS) | max. Drehmoment in Nm |
| Modell  | Motor                                  | Zylinder | Hubraum (Liter) | ECE-R120                | ECE-R120 mit IPM        | ECE-R120                   | ECE-R120 mit IPM           | max. Drehmoment in Nm |
| ------- | -------------------------------------- | -------- | --------------- | ----------------------- | ----------------------- | -------------------------- | -------------------------- | --------------------- |
| 6M 95   | John Deere Power Systems PowerTech EWS | 4        | 4,5             | 70 (95)                 | 85 (115)                | 77 (105)                   | 88 (120)                   | 445                   |
| 6M 105  | John Deere Power Systems PowerTech EWS | 4        | 4,5             | 77 (105)                | 92 (125)                | 85 (116)                   | 96 (130)                   | 492                   |
| 6M 115  | John Deere Power Systems PowerTech EWS | 4        | 4,5             | 85 (115)                | 99 (135)                | 93 (126)                   | 103 (140)                  | 538                   |
| 6M 125  | John Deere Power Systems PowerTech EWS | 4        | 4,5             | 92 (125)                | 107 (145)               | 101 (138)                  | 110 (150)                  | 585                   |
| 6M 130  | John Deere Power Systems PowerTech PSS | 4        | 4,5             | 96 (130)                | 110 (150)               | 105 (143)                  | 115 (156)                  | 609                   |
| 6M 140  | John Deere Power Systems PowerTech PSS | 4        | 4,5             | 103 (140)               | 118 (160)               | 113 (154)                  | 122 (166)                  | 656                   |
| 6M 150  | John Deere Power Systems PowerTech PSS | 4        | 4,5             | 110 (150)               | 125 (170)               | 121 (165)                  | 130 (177)                  | 702                   |
| 6M 145  | John Deere Power Systems PowerTech PVS | 6        | 6,8             | 107 (145)               | 121 (165)               | 117 (160)                  | 126 (171)                  | 679                   |
| 6M 155  | John Deere Power Systems PowerTech PVS | 6        | 6,8             | 114 (155)               | 129 (175)               | 125 (171)                  | 134 (182)                  | 726                   |
| 6M 165  | John Deere Power Systems PowerTech PVS | 6        | 6,8             | 121 (165)               | 136 (185)               | 134 (182)                  | 141 (192)                  | 773                   |
| 6M 185  | John Deere Power Systems PowerTech PVS | 6        | 6,8             | 136 (185)               | 151 (205)               | 150 (204)                  | 157 (213)                  | 866                   |
| 6MH 155 | John Deere Power Systems PowerTech PVS | 6        | 6,8             | 114 (155)               | 129 (175)               | 125 (171)                  | 134 (182)                  | 726                   |
| 6M 180  | John Deere Power Systems PowerTech PVS | 6        | 6,8             | 132 (180)               | 147 (200)               | 146 (198)                  | 153 (208)                  | 843                   |
| 6M 200  | John Deere Power Systems PowerTech PVS | 6        | 6,8             | 147 (200)               | 162 (220)               | 162 (220)                  | 168 (229)                  | 936                   |
| 6M 220  | John Deere Power Systems PowerTech PVS | 6        | 6,8             | 162 (220)               | 177 (240)               | 178 (242)                  | 184 (249)                  | 1.025                 |
| 6M 240  | John Deere Power Systems PowerTech PSS | 6        | 6,8             | 177 (240)               | 191 (260)               | 194 (265)                  | 199 (270)                  | 1.124                 |
| 6M 230  | John Deere Power Systems PowerTech PSS | 6        | 6,8             | 169 (230)               | 184 (250)               | 186 (253)                  | 191 (260)                  | 1.077                 |
| 6M 250  | John Deere Power Systems PowerTech PSS | 6        | 6,8             | 184 (250)               | 199 (270)               | 202 (275)                  | 206 (281)                  | 1.171                 |

| Modell  | Länge (mm) | Breite (mm) | Höhe (mm)               | Radstand (mm) | Versandgewicht (kg) | Zulässiges Gesamtgewicht (kg) |
| ------- | ---------- | ----------- | ----------------------- | ------------- | ------------------- | ----------------------------- |
| 6M 95   | 4.339      | 2.250–2.460 | 2.675/2.725–2.800/2.850 | 2.400         | 5.900               | 10.450                        |
| 6M 105  | 4.339      | 2.250–2.460 | 2.675/2.725–2.800/2.850 | 2.400         | 5.900               | 10.450                        |
| 6M 115  | 4.339      | 2.250–2.460 | 2.675/2.725–2.800/2.850 | 2.400         | 5.900               | 10.450                        |
| 6M 125  | 4.339      | 2.250–2.460 | 2.675/2.725–2.800/2.850 | 2.400         | 5.900               | 10.450                        |
| 6M 130  | 4.509      | 2.460       | 2.890                   | 2.580         | 6.200               | 10.450                        |
| 6M 140  | 4.509      | 2.460       | 2.890                   | 2.580         | 6.200               | 10.450                        |
| 6M 150  | 4.509      | 2.460       | 2.890                   | 2.580         | 6.200               | 10.450                        |
| 6M 145  | 4.875      | 2.550       | 2.980                   | 2.765         | 7.800               | 12.400                        |
| 6M 155  | 4.875      | 2.550       | 2.980                   | 2.765         | 7.800               | 12.400                        |
| 6M 165  | 4.875      | 2.550       | 2.980                   | 2.765         | 7.800               | 12.400                        |
| 6M 185  | 4.875      | 2.550       | 3.300                   | 2.765         | 7.800               | 12.400                        |
| 6MH 155 | 4.875      | 2.550       | 3.300                   | 2.765         | 7.900               | 10.300                        |
| 6M 180  | 4.973      | 2.750       | 3.160                   | 2.800         | 8.500               | 13.450                        |
| 6M 200  | 4.973      | 2.750       | 3.160                   | 2.800         | 8.500               | 13.450                        |
| 6M 220  | 4.973      | 2.750       | 3.160                   | 2.800         | 8.500               | 13.450                        |
| 6M 240  | 4.973      | 2.750       | 3.160                   | 2.800         | 8.500               | 13.450                        |
| 6M 230  | 5.135      | 2.750       | 3.250                   | 2.900         | 9.300               | 15.000                        |
| 6M 250  | 5.135      | 2.750       | 3.250                   | 2.900         | 9.300               | 15.000                        |